# Ron Geesin
Ronald Frederick Geesin (17 de desembre de 1943 - Stevenston, Escòcia) és un músic multi-instrumentista i compositor. És popular per les seves col·laboracions en la suite "Atom Heart Mother" de Pink Floyd, i en Music from The Body, amb Roger Waters. També ha gravat una bona quantitat de discos com a solista.

## Discografia
- A Raise of Eyebrows (1967)
- Music from The Body (1970) (amb Roger Waters)
- Electrosound (1972)
- As He Stands (1973)
- Electrosound (volum 2) (1975)
- Patruns (1975)
- Atmospheres (1977)
- Right Through (1977)
- Magnificent Machines (1988)
- Funny Frown (1991)
- Bluefuse (1993)
- Hystery (1994)
- Land of Mist (1995)
- A Raise of Eyebrows/As He Stands (1995)
- Right Through and Beyond (2003)
- Biting The Hand (2008)
- Roncycle1 (2011)